# La Fille coupée en deux
La Fille coupée en deux is een Franse film uit 2007 van Claude Chabrol.

## Verhaal
Een aantrekkelijke televisiepresentatrice begint een verhouding met een gevestigde, getrouwde schrijver van over de vijftig. Ondertussen wordt haar het hof gemaakt door een nietsnuttige miljonair van haar eigen leeftijd. Als de schrijver weigert om voor haar zijn vrouw te verlaten, maakt ze het met hem uit en trouwt de miljonair. Haar kersverse echtgenoot wil niet geloven dat haar relatie met de schrijver werkelijk beëindigd is. Zijn wantrouwen brengt hem uiteindelijk in de gevangenis, waarna zijn moeder een echtscheiding regelt om de reputatie van de miljonairsfamilie zo veel mogelijk te redden. De kersvers gescheiden jonge vrouw eindigt in de variéténummer van haar oom, haar moeders broer, waarin ze zich door een cirkelzaag laat doorzagen.

## Rolverdeling
- Ludivine Sagnier: Gabrielle Deneige
- Benoît Magimel: Paul Gaudens
- François Berléand: Charles Saint-Denis
- Mathilda May: Capucine Jamet
- Caroline Sihol: Geneviève Gaudens
- Marie Bunel: Marie Deneige
- Valeria Cavalli: Dona Saint-Denis
- Étienne Chicot: Denis Deneige
- Thomas Chabrol: Maître Stéphane Lorbach
- Jean-Marie Winling: Gérard Briançon